# 2020 QG
2020 QG，编号ZTF0DxQ，是一颗掠地近地小行星，属于阿波罗型小行星。于2020年8月16日04:09UT掠过南半球上空，离地球最近距离为2,940公里（少于地球直径1/4）。由加州理工学院位于帕洛马山天文台的史维基瞬变设备于2020年8月16日首次发现，发现时距小行星掠过近地点已过去六小时。
2020 QG是已知的距离地球最近的近地小行星，绝对星等只有29.8，直径约为3米，体积上和2008 TC3类似。

## 轨道
2020 QG绕太阳运行的轨道半径约为1.0–2.9个天文单位，绕行一圈需要2.7年（990天）。其轨道离心率为0.49，于黄道面的轨道倾角为5.5°。2020年掠过地球后，由于地球引力改变轨道，其绕行太阳的周期变为964天。

## 探测
由于2020 QG体积极小，且极为暗淡，所以极难被发现。推算2010至2020期间，2020 QG的视星等只有31。如果使用哈勃空间望远镜观测，测需要整整3周的曝光时间才能发现视星等只有31的天体。